# شخبوط (اسم)
شخبوط هو اسم علم مذكر أصله عربي
معناه هو الشخت والشخيت، وهو الرجل الضامر من غير هزال فأضافت العامة له وزن فعلول وأبدلت التاء طاء، وأضافت الباء على مرِّ الوقت فقالوا: «شخبوط»

## شخصيات تحمل الاسم
- شخبوط بن سلطان آل نهيان (حاكم إمارة ومشيخة أبوظبي سابقاً، 1 يونيو 1905 – 11 فبراير 1989)
- شخبوط بن ذياب بن عيسى آل نهيان (حاكم إمارة ومشيخة أبوظبي سابقاً، القرن 19 – سنة 1816)
- شخبوط بن نهيان بن مبارك آل نهيان (وزير الشؤون الخارجية في دولة الإمارات العربية المتحدة، 1990 – )
- شخبوط بن صالح المري (شيخ وداعية إسلامي سعودي، القرن 20 – )